# Barbara Taylor Bradford
Barbara Taylor Bradford  (Armley, Leeds, Inglaterra; 10 de mayo de 1933-Manhattan, Nueva York; 24 de noviembre de 2024) fue una novelista y periodista británicoestadounidense de gran éxito en ventas. Su primera novela, Una mujer de sustancia, se publicó en 1979 y vendió más de 30 millones de copias en todo el mundo. Escribió 40 novelas, todas ellas superventas en el Reino Unido y Estados Unidos.

## Primeros años
Barbara Taylor nació el 10 de mayo de 1933 en Armley, Leeds, hija de Freda y Winston Taylor. Su padre fue un ingeniero que perdió una pierna mientras servía en la Primera Guerra Mundial. Asistió a una escuela primaria en el suburbio de Leeds de Upper Armley junto al escritor Alan Bennett. Cuando era niña, hizo una venta de garaje y donó el dinero durante la Segunda Guerra Mundial. Más tarde recibió una carta de agradecimiento escrita a mano de Clementina Churchill, la esposa del primer ministro Winston Churchill.
Su hermano mayor, Vivian, murió de meningitis antes de que ella naciera. Más tarde describió a su madre como alguien que «puso todo su amor frustrado en mí». El matrimonio de sus padres fue plasmado en su novela An Act of Will (1986).
En su juventud, leyó a Charles Dickens, las hermanas Brontë, a Thomas Hardy y a Colette. A los diez años decidió ser escritora después de enviar un cuento a una revista.

## Carrera
A los 20 años, se mudó a Londres, donde más tarde se convirtió en editora de moda de la revista Woman's Own y columnista del London Evening News. Luego pasó a escribir una columna sobre diseño de interiores que se publicó en 183 periódicos.
Conoció a su esposo, el productor de cine estadounidense Robert E. Bradford, en una cita a ciegas en 1961, después de ser presentada por el guionista inglés Jack Davies. Se casaron en 1963 y se mudaron permanentemente a los Estados Unidos.
Sus primeros intentos de ficción fueron cuatro novelas de suspenso, género que luego abandonó.  Su novela debut, A Woman of Substance, se convirtió en un éxito de ventas duradero y, según Reuters, se ubica como una de las diez novelas más vendidas de todos los tiempos. Le siguieron otras 39 novelas, todas ellas superventas en el Reino Unido y los Estados Unidos.
Consideró al historiador y autor irlandés Cornelius Ryan su mentor literario. Ryan la alentó a escribir y fue la primera persona (aparte de su madre) a quien le confió sus ambiciones literarias. Sus autores contemporáneos favoritos fueron P. D. James, Bernard Cornwell y Ruth Rendell.
Bradford escribió 40 novelas; la última, The Wonder Of It All, se publicó en 2023.

### Tramas recurrentes y temas comunes
Un patrón común en sus novelas era el describir una mujer joven de origen humilde que ascendía en los negocios a través de años de duro trabajo, que a menudo implicaban un enorme autosacrificio.

## Vida personal
Bradford recibió títulos honorarios de la Universidad de Leeds, la Universidad de Bradford, Mount St. Mary's College, Sienna College y Post University. La reina Isabel II la nombró Oficial de la Orden del Imperio Británico (OBE) como parte de los honores de su cumpleaños de 2007 por sus contribuciones a la literatura. Sus manuscritos originales están archivados en la Biblioteca Brotherton de la Universidad de Leeds junto a los de las hermanas Brontë.  En 2017, fue reconocida como uno de los noventa «Grandes británicos» para conmemorar el 90.º cumpleaños de la Reina.
Hubo rumores de que poseía 2000 pares de zapatos y que el lago de su antigua casa en Connecticut se calentaba para el beneficio de sus cisnes. Abordó los rumores en una entrevista de 2011, relacionando el rumor de los zapatos con una broma y el lago calentado con los dueños anteriores de la casa, quienes lo habían instalado en una parte del lago para proporcionar un área libre de hielo para una pareja de cisnes en invierno.
Su marido, Robert Bradford, murió en 2019. Barbara Taylor Bradford vivió en Manhattan, ciudad de Nueva York, y se convirtió en ciudadana estadounidense en 1992. El 24 de noviembre de 2024, falleció en su domicilio a los 91 años de edad, tras una breve enfermedad.

## Obras seleccionadas

### Ficción
La saga de Emma Harte
- Una mujer de sustancia (1979)
- Sostén el sueño (1985)
- Ser el mejor (1988)
- El secreto de Emma (2003)
- Bendiciones inesperadas (2005)
- Recompensas justas (2005)
- Rompiendo las reglas (2009)
- Un hombre de honor (2021)

La trilogía de Ravenscar
- La dinastía Ravenscar (2006)
- Los herederos de Ravenscar (2007) (publicada como El heredero en Estados Unidos)
- Ser Elizabeth (2008)

Las crónicas de Cavendon
- Sala Cavendon (2014)
- Las mujeres Cavendon (2015)
- La suerte de Cavendon (2016)
- Los secretos de Cavendon (2017)

La casa de Falconer
- El amo de su destino (2018)
- En la guarida del león (2020)
- La maravilla de todo esto (2023)

Otra ficción
- Acto de voluntad (1986)
- Las mujeres de su vida (1990)
- Recuerda (1991)
- Ángel (1993)
- La voz del corazón (1983)
- Todo por ganar (1994)
- Es peligroso saberlo (1995)
- Amor en otra ciudad (1995)
- Sus propias reglas (1996)
- Un amorío secreto (1996)
- El poder de una mujer (1997)
- Un cambio repentino de actitud (1999)
- Donde perteneces (2000)
- El triunfo de Katie Byrne (2001)
- Tres semanas en París (2002)
- Jugando el juego (2010)
- Carta de un extraño (2011)
- Secretos del pasado (2013)
- Oculto (2013) (publicado como libro electrónico)
- Treacherous (2014) (publicado como libro electrónico)
- ¿Quién eres? (2016) (publicado como libro electrónico)
- Dañado (2018) (publicado como libro electrónico)

### No ficción
- Una guirnalda de versos infantiles (1960)
- Diccionario de 1001 personajes célebres: personajes destacados en el mundo de la ciencia, las artes, la música y la literatura (con Samuel Nisenson, 1966)
- Etiqueta para complacerlo (serie Cómo ser la esposa perfecta) (1969)
- Bradford vive románticamente todos los días (2002)

Diseño de interiores
- La enciclopedia completa de ideas para el hogar (1968)
- Pasos sencillos para una decoración exitosa (ilustrado) (1971)
- Cómo solucionar sus problemas de decoración (1976)
- Hacer crecer el espacio (1979)
- Diseños de lujo para vivir en apartamentos (1983)

- Historias infantiles de Jesús del Nuevo Testamento (1966)
- Historias bíblicas para niños del Antiguo Testamento (1966)
- Historias bíblicas para niños del Antiguo y Nuevo Testamento (1968)